# Haukijärvi (Jukkasjärvi socken, Lappland)
Haukijärvi är en sjö i Kiruna kommun i Lappland och ingår i Torneälvens huvudavrinningsområde. Sjön har en area på 0,161 kvadratkilometer och ligger 326 meter över havet. Haukijärvi ligger i Torne och Kalix älvsystem Natura 2000-område.

## Delavrinningsområde
Haukijärvi ingår i det delavrinningsområde (752726-175547) som SMHI kallar för Mynnar i Torneälvens vattendragsyta. Medelhöjden är 310 meter över havet och ytan är 52,82 kvadratkilometer. Räknas de 7 avrinningsområdena uppströms in blir den ackumulerade arean 277,98 kvadratkilometer. Ounisjoki som avvattnar avrinningsområdet har biflödesordning 2, vilket innebär att vattnet flödar genom totalt 2 vattendrag innan det når havet efter 303 kilometer. Avrinningsområdet består mestadels av skog (51 procent) och sankmarker (40 procent). Avrinningsområdet har 0,38 kvadratkilometer vattenytor vilket ger det en sjöprocent på 0,7 procent.